# Темнатик
Темна́тик (також Томнатик) — вершина в Українських Карпатах. Розміщена на крайній північно-західній віднозі масиву Полонина Боржава, в межах Закарпатської області.

## Географія
Висота — 1343 м. Вершина куполоподібна. Схили круті (особливо на водозборах лівих приток річки Вічі), порослі буковим лісом, у верхній частині — з домішкою ялиці. На висоті 1200—1250 м і вище у рослинному покриві переважають вторинні луки. Об'єкт туризму.
Темнатик — найближча до смт Воловця вершина Боржавського масиву. На південному сході Темнатик з'єднаний безлісим хребтом з горою Великий Верх (1598 м). З Великого Верху можна пройти хребтом (на південний захід) до гори Стій (1681 м) — найвищої вершини масиву.
На вершині гори встановлений хрест, за яким гору можна легко впізнати серед інших вершинЦьому хресту присвячений вірш верхньоворітської поетеси Софії Малильо,який починається словами
"На горі високій стоїть Хрест Господній,
Навіває людям думки благородні".
Величавий  трьохраменний  хрест зварної конструкції символічно  простягає свої рамена над панорамою гір..В ясні дні з вершини видно  бані Мукачівського монастиря,села Львівської і Закарпатської областей.Вид такий чудовий,що може сміло рівнятися з найкращими заграничними. Здається,що перед вами вся  Верховина,повна величі і краси.Цілюще бальзамічне повітря неначе створене для відпочиваючих.
Хто ж встановив цей хрест,неначе чудом занесений на вершину Темнатика,до якої під,їзних доріг немає? Про походження хреста серед жителів нема усталеної думки.Дехто каже,що це була справа мукачівського авторитету  по прізвищу Токар,а по  кличці "Геша",що відзначався побожністю і спорудив ще й церкву в Мукачеві,яка є меморіальною і носить його ім,я.Як би то не було,але  зелена піраміда Темнатика з хрестом на вершині - візитівка Воловця.
Треба знати,що в Карпатах є інша вершина під подібною назвою,відрізняються лише одною літерою - Томнатик.Можливо,так звучить у говірці гуцулів,бо цей Томнатик- у Рахівському районі. Томнатик вищий,ніж Темнатик-1563 метри проти 1343.
Темнатик записався у історії воєн - першої і другої світової,про що свідчать зарослі травою траншеї.В зимі 1914-1915 років на Темнатику тримав оборону проти наступаючих російських військ курінь Українських Січових Стрільців під командою полковника(згодом генерала) Гриця Коссака. Тоді полягло багато стрільців,іменем одного з них названа вулиця у Воловці- вулиця  Лева Коберського(бувша Терешкової).Церемонія переназвання проходила з участю губернатора Закарпаття Г.Москаля.Поховані стрільці на старому військовому кладовищі,яке не збереглося( зацілів лише кам,яний обеліск).Про полеглих на Воловеччині українських січових стрільців найкраще сказав поет Ігор Калинець
Чи  знатимуть колись де ти знайшов свій спокій,
Окутаний навічно про прийдешнє снами,
Чи прийдуть юнаки із золотого полку
У бронзі викарбувати "Тут лежить стрілець незнаний?" ( Запитання поета поки що залишається без відповіді.)

## Галерея

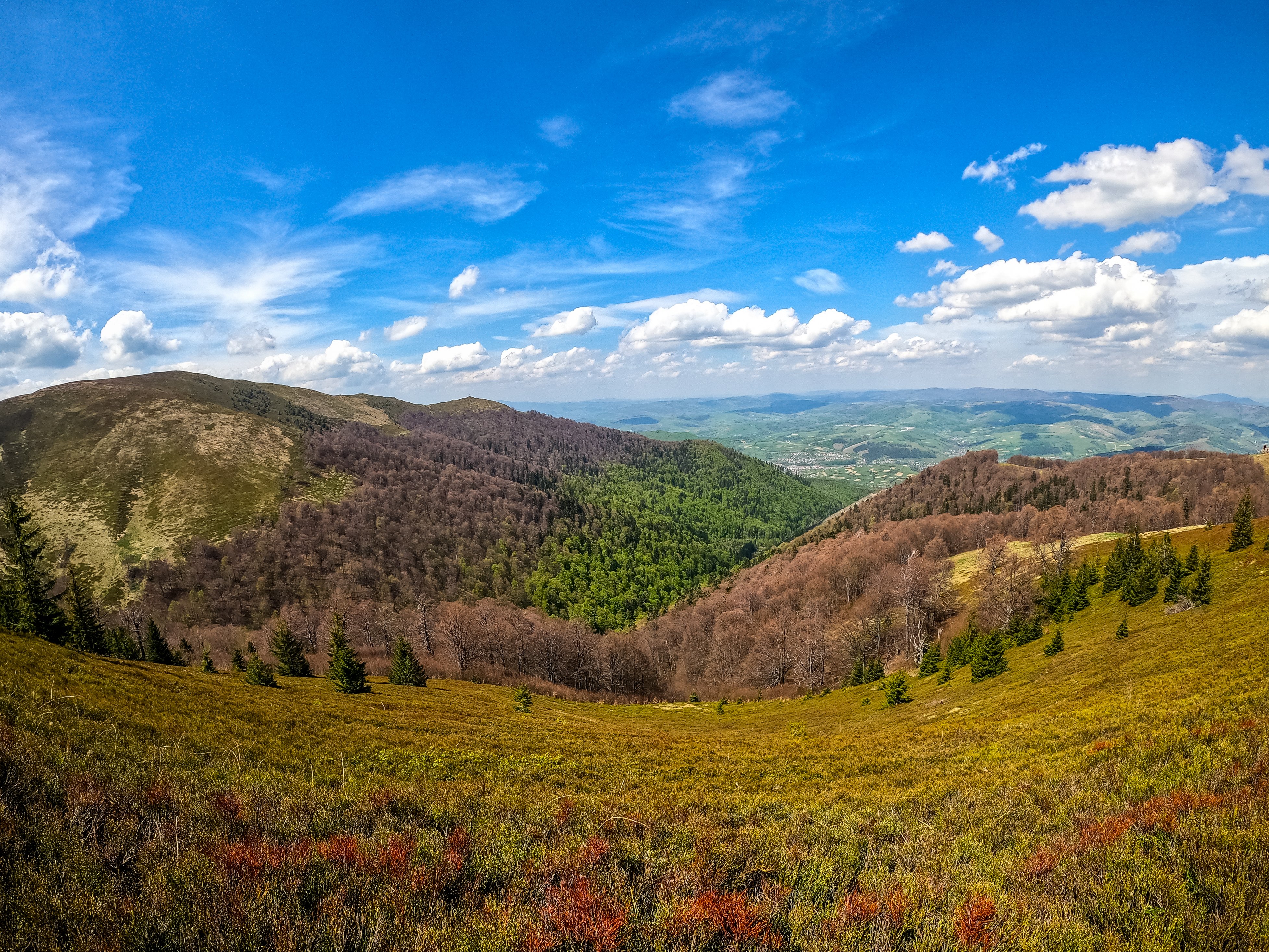
Вид зі сідловини на гору Темнатик (ліворуч).
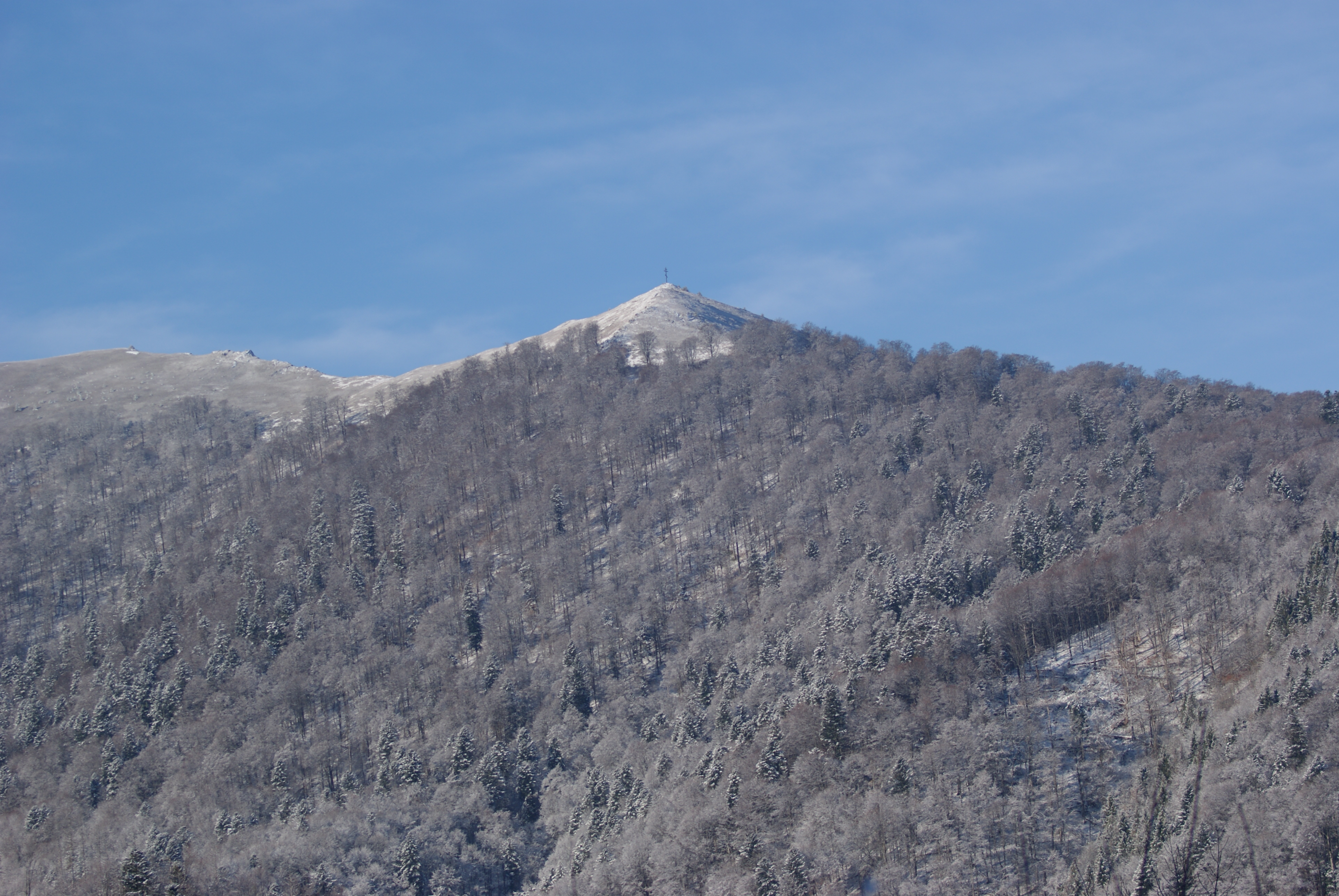
Одна з вершин Темнатика (Воскресенський Верх) зимою.
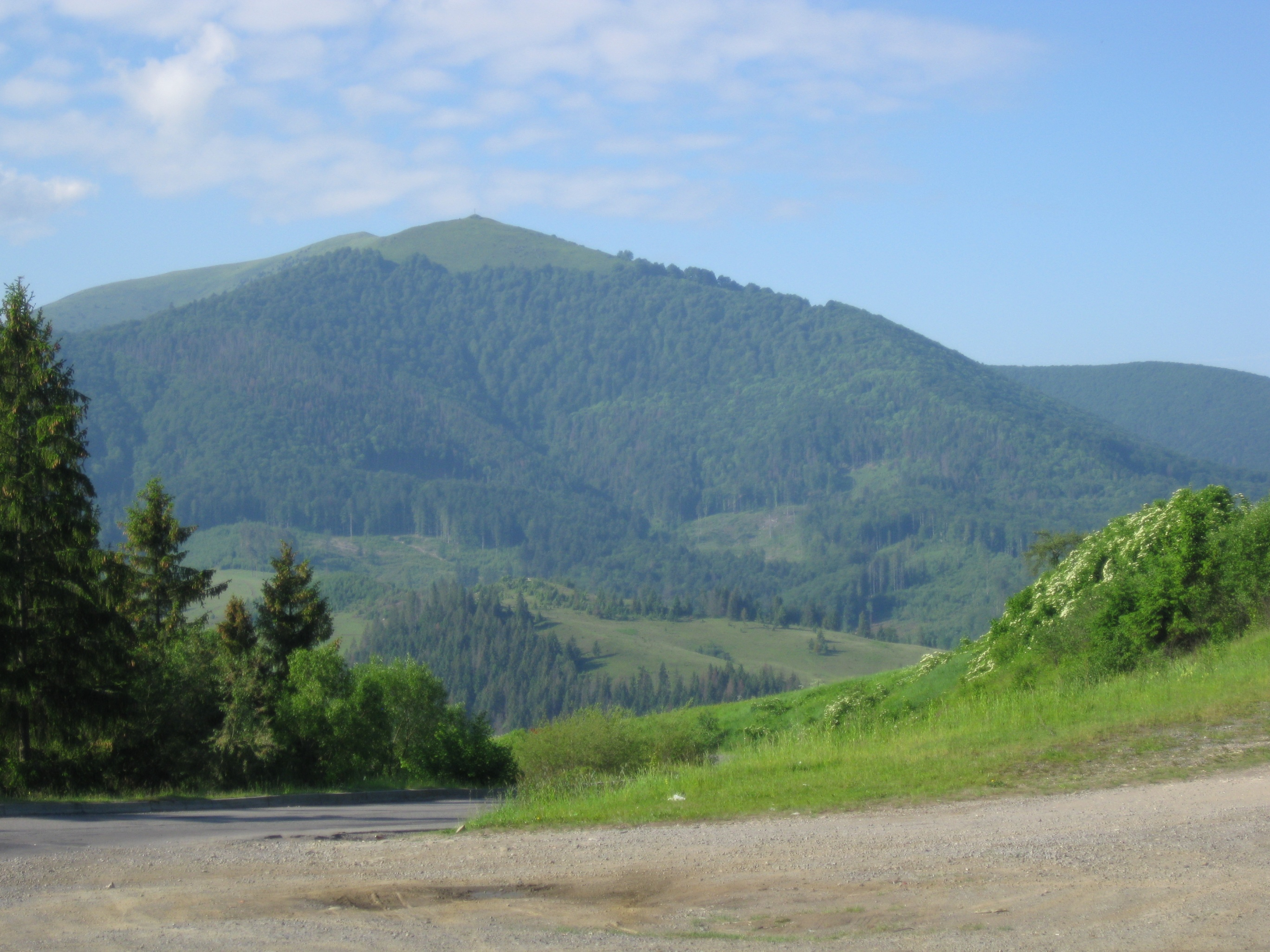
Гора Темнатик із перевалу Менчил.